# 푸에르토레알
푸에르토레알(Puerto Real)은 스페인 안달루시아 지방의 주인 카디스주의 도시로, 인구는 40,183명(2009년 기준), 면적은 195.96km2이다.

## 갤러리

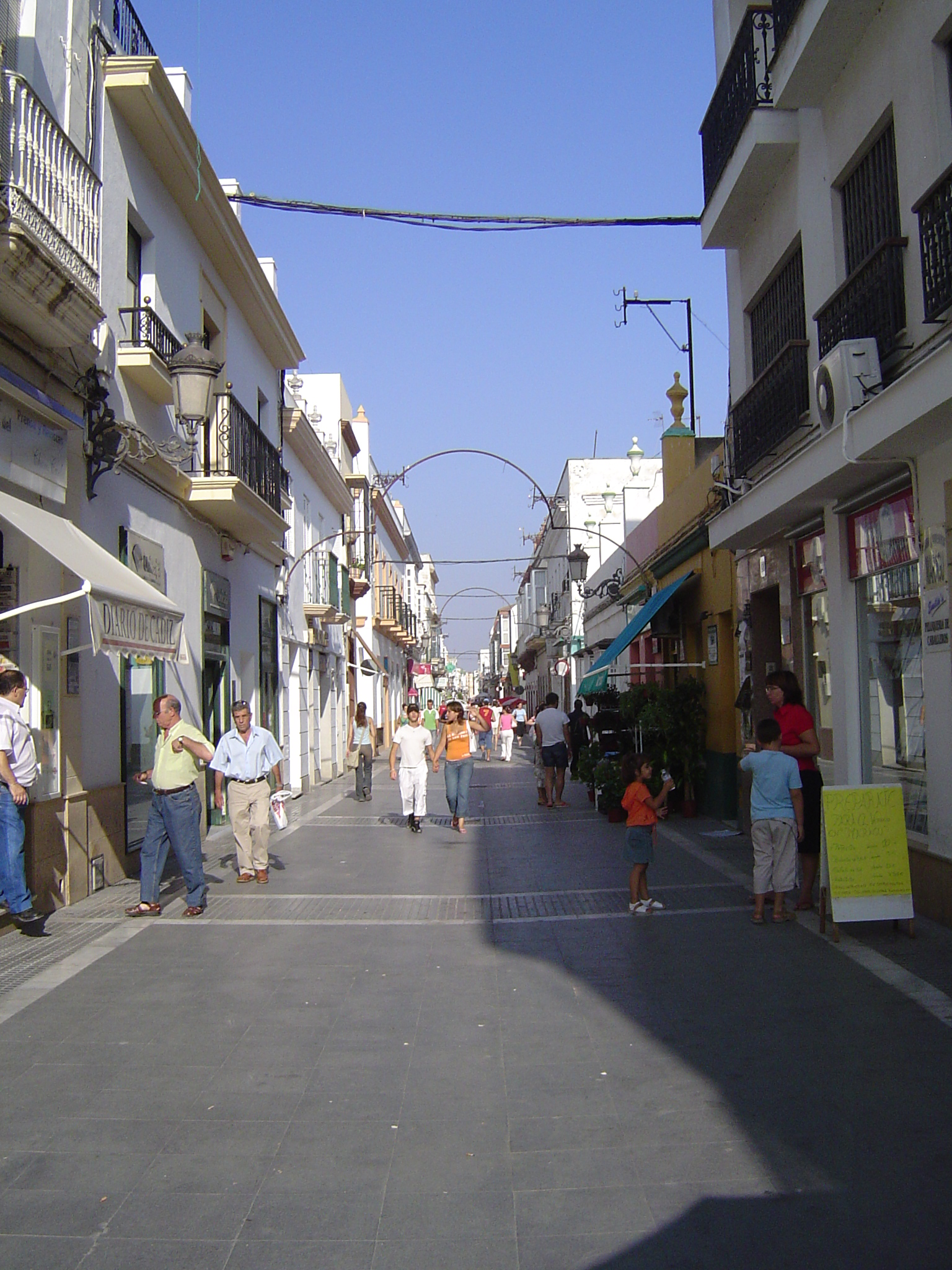
푸에르토레알의 거리

## 같이 보기
- 코스타데라루스